# Amydetinae
Amydetinae zijn een onderfamilie van kevers uit de familie van de glimwormen (Lampyridae).

## Taxonomie
De volgende taxa zijn bij de onderfamilie ingedeeld:
- Tribus Amydetini Olivier, 1907
  - Geslacht Amydetes  Hoffmannsegg in Illiger, 1807
  - Geslacht Magnoculus McDermott, 1966
- Tribus Vestini McDermott, 1964
  - Geslacht Cladodes Solier in Gay, 1849
  - Geslacht Dodacles E. Olivier, 1885
  - Geslacht Dryptelytra Laporte, 1833
  - Geslacht Ledocas E. Olivier, 1885
  - Geslacht Vesta Laporte, 1933